# Орден на Свети Тома
Рицарите на Свети Тома са английски военен орден, основан от Питър от Роше, епископ на Уинчестър, около 1227 г. – по време на Третия кръстоносен поход. Според Папа Григорий IX, той е създаден благодарение на нехайството на съществуващите канони в Болницата на Св. Тома в Акра. Питър от Роше е бил епископ-воин, който дал своя принос за отбраната на Яфа и Сидон.